# Chloé Bulleux
Chloé Bulleux (n. 18 noiembrie 1991, Annecy⁠(d), Rhône-Alpes, Franța) este o handbalistă ce a reprezentat Franța, medaliată olimpică. A participat la o ediție a Jocurilor Olimpice (2016) în care a câștigat o medalie de argint.